# Комарово (Зональний район)
Комаро́во (рос. Комарово) — село у складі Зонального району Алтайського краю, Росія. Входить до складу Соколовської сільської ради.

## Населення
Населення — 448 осіб (2010; 504 у 2002).
Національний склад (станом на 2002 рік):
- росіяни — 97 %